# Medhat Abbas
Medhat Abbas (arabisch مدحت عباس, DMG Midḥat ʿAbbās) ist ein palästinensischer Arzt und seit 2023 Generaldirektor des der islamistischen Terrororganisation Hamas unterstehenden Palästinensischen Gesundheitsministeriums für Gaza.

## Karriere
Abbas war während des Gaza-Krieges 2008–2009 Vorsitzender der Abteilung für internationale Zusammenarbeit im Gesundheitsministerium von Gaza. Anschließend wurde er Generaldirektor des Al-Shifa-Krankenhauses und des Al-Aqsa-Krankenhauses im Gazastreifen. Er übernahm diese Position zunächst im Al-Shifa-Krankenhaus während des Gaza-Krieges 2012 und später, während des Gaza-Krieges 2014, im Al-Aqsa-Krankenhaus in Deir al-Balah.
In zahlreichen Interviews hat Abbas wiederholt auf die schwierigen Bedingungen in Gaza hingewiesen, die durch eine anhaltende Blockade, militärische Angriffe und die damit verbundene humanitäre Krise geprägt sind. Er betont regelmäßig die dringende Notwendigkeit internationaler Unterstützung, um die medizinische Versorgung der Bevölkerung sicherzustellen.
Während des Gaza-Krieges im Jahr 2023 beschuldigte Abbas Israel, die Lieferung mehrerer Röntgengeräte an Krankenhäuser im Gazastreifen verzögert zu haben, was zu Verzögerungen bei der Behandlung „Tausender von Patienten“ geführt habe. Entgegen anders lautender Berichte äußerte Abbas in den Medien, dass das israelische Militär zur Evakuierung des Krankenhauses aufgerufen und dem Personal als auch den Patienten dafür eine Stunde Zeit eingeräumt habe.